# Francesco Monaco (calciatore)
Francesco Monaco (Latiano, 6 maggio 1960) è un allenatore di calcio ed ex calciatore italiano, di ruolo centrocampista.

## Carriera

### Giocatore
La sua carriera da calciatore inizia all'età di quindici anni disputando con il Latiano il campionato di Promozione Regionale.
L'anno successivo, dopo essersi messo in evidenza come giovane promessa pugliese, viene acquistato dallo Squinzano, squadra semi-professionista militante in Serie D vincendo, nella stagione 1978-1979, il suo primo campionato. È in quella occasione che viene notato dalla Sampdoria del presidente Paolo Mantovani e nel 1979 approda alla serie B.
A Genova non riesce ad imporsi come titolare (4 sole presenze nella stagione 1979-1980). Nel 1980-1981 viene preso in prestito al Novara (Serie C1), poi passa in rapida successione al Teramo nel 1982, alla Lucchese nel 1984 e al Lanciano nel 1985.
È con il ritorno alla Lucchese nella stagione 1985-1986 che Monaco vincerà i suoi due campionati tra i professionisti, dalla Serie C2 alla Serie C1 nel 1986, dalla C1 alla Serie B nel 1990 e la Coppa Italia Serie C 1989-1990.
Con la maglia rossonera gioca in serie cadetta fino al 1995, quando all'età di 35 anni dopo 294 presenze coi toscani firma un biennale con il Forlì (Serie C2).
Nel 1997 si trasferisce in terra marchigiana, dove ancora oggi vive con la sua famiglia, prosegue la sua carriera di calciatore nel Settempeda (campionato di Eccellenza) per poi concludere l'attività agonistica nel 1999, vincendo all'età di trentanove anni il campionato di Prima Categoria nella J.R.V.S. Ascoli; contemporaneamente inizia a svolgere l'attività di osservatore per conto della Lucchese.
In carriera ha totalizzato complessivamente 146 presenze in Serie B.

### Allenatore
La carriera da tecnico di Francesco Monaco prende avvio nel 2000-2001 quando il suo ex allenatore, Corrado Orrico, in quella stagione tecnico della Lucchese (Serie C1), lo chiama a ricoprire il ruolo di collaboratore e allenatore in seconda. L'anno successivo Monaco inizia ad allenare le giovanili dell'Ascoli. Nei quattro anni alla guida della Primavera riesce a raggiungere per due stagioni consecutive le fasi finali del campionato Primavera e i quarti al Torneo di Viareggio.
Nella stagione 2005-2006 disputa il suo primo campionato in Serie C1 alla guida del Lanciano riuscendo a raggiungere la salvezza. L'anno successivo viene chiamato dall'Ancona: nel mese di dicembre viene esonerato, tuttavia a marzo viene richiamato alla guida della squadra con la quale vince i play-out evitando così la retrocessione in Serie C2. Rimasto ad Ancona anche per la stagione seguente, Monaco conduce la squadra in Serie B, dopo un campionato sempre ai vertici conclusosi con la vittoria ai play-off. Inizialmente riconfermato tra i cadetti, viene esonerato dalla società marchigiana il 3 maggio 2009, a quattro giornate dal termine della stagione.
Nel settembre del 2009 subentra all'esonerato Ezio Capuano sulla panchina del Potenza, squadra militante nel campionato di Prima Divisione girone B, venendo a sua volta esonerato dopo quattro partite.
Nella stagione 2010-2011 è l'allenatore della Carrarese, squadra toscana militante in Lega Pro Seconda Divisione. Il campionato si conclude al secondo posto in classifica e, tramite la vittoria dei play-off, nel giugno 2011 Monaco ottiene la promozione in Lega Pro Prima Divisione.
A partire dal 23 agosto 2011 sostituisce Massimo Cerri, diventando così il nuovo allenatore del Piacenza. La stagione, condizionata da 9 punti di penalità nel corso del campionato, si conclude con la retrocessione ai Play Out della squadra in Lega Pro Seconda Divisione.
Nell'ottobre 2012 assume la guida tecnica del Foligno, in Lega Pro Seconda Divisione, esordendo all'ottava giornata. Rimane sulla panchina degli umbri fino al febbraio successivo, quando viene esonerato dopo 17 partite.
Per la stagione 2014-2015 torna ad allenare sulla panchina del Piacenza Calcio 1919, erede della società fallita nel 2012 e militante in Serie D. Viene esonerato il 4 gennaio 2015, mentre la squadra era in quinta posizione.
Il 1º febbraio 2016 sostituisce Oscar Magoni sulla panchina della Pro Sesto, sempre in Serie D Girone B e totalizza 20 punti in 14 partite, riuscendo a portare la squadra all'undicesimo posto e raggiungendo la salvezza diretta.
L'8 novembre seguente diventa il nuovo tecnico del Prato., in Lega Pro Girone A. Esordisce alla 13ª giornata, con il Prato ultimo in classifica a 5 punti. In 26 partite totalizza 34 punti e il 28 maggio 2017 raggiunge la salvezza ai play-out; ciononostante, non viene riconfermato alla guida dei lanieri.
Nel gennaio 2018 viene chiamato sulla panchina del Fabriano Cerreto, formazione marchigiana partecipante al campionato di Serie D. Nell'estate 2019 assume la guida della Lucchese, in Serie D. Ottenuta la promozione in Serie C, l'anno successivo viene esonerato il 22 ottobre 2020 dopo un punto in sei partite.
Nell'agosto 2021 torna al Foligno, in Serie D, con il quale vive una stagione particolarmente travagliata: viene esonerato il successivo 9 novembre, richiamato nel gennaio 2022 e nuovamente esonerato il 5 aprile successivo.

## Statistiche

### Statistiche da allenatore
Statistiche aggiornate al 6 aprile 2022.
| Stagione        | Squadra          | Campionato      | Campionato | Campionato | Campionato | Campionato | Coppe nazionali | Coppe nazionali | Coppe nazionali | Coppe nazionali | Coppe nazionali | Coppe continentali | Coppe continentali | Coppe continentali | Coppe continentali | Coppe continentali | Altre coppe | Altre coppe | Altre coppe | Altre coppe | Altre coppe | Totale | Totale | Totale | Totale | % Vittorie | Piazzamento                          |
| Stagione        | Squadra          | Comp            | G          | V          | N          | P          | Comp            | G               | V               | N               | P               | Comp               | G                  | V                  | N                  | P                  | Comp        | G           | V           | N           | P           | G      | V      | N      | P      | %          | Piazzamento                          |
| --------------- | ---------------- | --------------- | ---------- | ---------- | ---------- | ---------- | --------------- | --------------- | --------------- | --------------- | --------------- | ------------------ | ------------------ | ------------------ | ------------------ | ------------------ | ----------- | ----------- | ----------- | ----------- | ----------- | ------ | ------ | ------ | ------ | ---------- | ------------------------------------ |
| 2005-2006       | Lanciano         | C1              | 34         | 10         | 11         | 13         |                 |                 |                 |                 |                 |                    |                    |                    |                    |                    |             |             |             |             |             | 34     | 10     | 11     | 13     | 29,41      | 12º                                  |
| 2006-2007       | Ancona           | C1              | 24+2       | 9          | 5          | 12         |                 |                 |                 |                 |                 |                    |                    |                    |                    |                    |             |             |             |             |             | 26     | 9      | 5      | 12     | 34,61      | Eson., suben., 16° salvo ai play-out |
| 2007-2008       | Ancona           | C1              | 34+4       | 17         | 13         | 8          |                 |                 |                 |                 |                 |                    |                    |                    |                    |                    |             |             |             |             |             | 38     | 17     | 13     | 8      | 44,73      | 2°, promosso ai play-off             |
| 2008-2009       | Ancona           | B               | 38         | 12         | 6          | 20         |                 |                 |                 |                 |                 |                    |                    |                    |                    |                    |             |             |             |             |             | 38     | 12     | 6      | 20     | 31,57      | Esonerato                            |
| Totale Ancona   | Totale Ancona    | Totale Ancona   | 102        | 38         | 24         | 40         |                 |                 |                 |                 |                 |                    |                    |                    |                    |                    |             |             |             |             |             | 102    | 38     | 24     | 40     | 37,25      |                                      |
| 2009-2010       | Potenza          | 2D              | 4          | 0          | 1          | 3          |                 |                 |                 |                 |                 |                    |                    |                    |                    |                    |             |             |             |             |             | 4      |        | 1      | 3      | 0,00       | Suben., esonerato                    |
| 2010-2011       | Carrarese        | 2D              | 30+4       | 19         | 12         | 3          |                 |                 |                 |                 |                 |                    |                    |                    |                    |                    |             |             |             |             |             | 34     | 19     | 12     | 3      | 55,88      | 2°, promosso ai play-off             |
| 2011-2012       | Piacenza         | 1D              | 34+2       | 11         | 13         | 12         |                 |                 |                 |                 |                 |                    |                    |                    |                    |                    |             |             |             |             |             | 36     | 11     | 13     | 12     | 30,55      | 17°, retrocesso ai play-out          |
| 2012-2013       | Foligno          | 2D              | 17         | 5          | 6          | 6          |                 |                 |                 |                 |                 |                    |                    |                    |                    |                    |             |             |             |             |             | 17     | 5      | 6      | 6      | 29,41      | Suben., esonerato                    |
| 2014-2015       | Piacenza         | D               | 19         | 9          | 4          | 6          |                 |                 |                 |                 |                 |                    |                    |                    |                    |                    |             |             |             |             |             | 19     | 9      | 4      | 6      | 47,36      | Esonerato                            |
| 2015-2016       | Pro Sesto        | D               | 14         | 5          | 5          | 4          |                 |                 |                 |                 |                 |                    |                    |                    |                    |                    |             |             |             |             |             | 14     | 5      | 5      | 4      | 35,71      | Subentrato, 15°                      |
| 2016-2017       | Prato            | LP              | 26+2       | 10         | 6          | 12         |                 |                 |                 |                 |                 |                    |                    |                    |                    |                    |             |             |             |             |             | 28     | 10     | 6      | 12     | 35,71      | Subentrato, 17° salvo ai play-out    |
| 2018-2019       | Fabriano Cerreto | Ecc.            | 34+2       | 17+1       | 11         | 6+1        |                 |                 |                 |                 |                 |                    |                    |                    |                    |                    |             |             |             |             |             | 36     | 18     | 11     | 7      | 50,00      | 3°                                   |
| 2019-2020       | Lucchese         | D               | 25         | 13         | 9          | 3          | CI-D            | 2               | 1               | 0               | 1               |                    |                    |                    |                    |                    |             |             |             |             |             | 27     | 14     | 9      | 4      | 51,85      | 1°, promosso                         |
| 2020-2021       | Lucchese         | C               | 6          | 0          | 1          | 5          |                 |                 |                 |                 |                 |                    |                    |                    |                    |                    |             |             |             |             |             | 6      | 0      | 1      | 5      | -          | Esonerato                            |
| Totale Lucchese | Totale Lucchese  | Totale Lucchese | 30         | 13         | 10         | 7          |                 | 2               | 1               | 0               | 1               |                    |                    |                    |                    |                    |             |             |             |             |             | 32     | 14     | 10     | 8      | 43,75      |                                      |
| 2021-2022       | Foligno          | D               | 17         | 4          | 3          | 10         | CI-D            | 3               | 3               | 0               | 0               |                    |                    |                    |                    |                    |             |             |             |             |             | 20     | 7      | 3      | 10     | 35,00      | Esonerato, subentrato, esonerato     |
| Totale carriera | Totale carriera  | Totale carriera | 362        | 139        | 105        | 118        |                 | 4               | 3               | 0               | 1               |                    |                    |                    |                    |                    |             |             |             |             |             | 366    | 142    | 105    | 119    | 38,79      |                                      |

## Palmarès

### Giocatore

#### Competizioni nazionali
- Serie D: 1

Squinzano: 1978-1979
- Serie C2: 1

Lucchese: 1985-1986
- Coppa Italia Serie C: 1

Lucchese: 1989-1990

### Allenatore

#### Competizioni interregionali
- Serie D: 1

Lucchese: 2019-2020 (girone A)

#### Competizioni nazionali
- Serie C1: 1

Ancona: 2007-2008 (girone B)